# غار قصر جمال
اشکفت قصر جمال مربوط به دوره نوسنگی است و در شهرستان ارسنجان، بخش مرکزی، دهستان خبریز، ۳۰۰ متری غرب روستای قصر جمال واقع شده و این اثر در تاریخ ۲۳ بهمن ۱۳۸۵ با شمارهٔ ثبت ۱۷۲۳۰ به‌عنوان یکی از آثار ملی ایران به ثبت رسیده است.